# فطير (الجزائر)
الفطير أو «الرخساس» كما يعرف في الشرق والوسط الجزائري هو خبز جزائري، هو خبز يحضر من دون استعمال الخميرة.وكانت الجزائريات تلجا إليه لانه سريع التحضير والنضج.
ولا يتطلب وقتا طويلا لذلك يستهلك مع المراقي ولكن إذا ما اريد استهلاكه مع القهوة أوالشاي فلا بد من دهنه بالزبدة أو السمن أو زيت الزيتون وتوضع وسطه.
في مدينة سطيف لفطير هو نفسه الشخشوخة في مناطق أخرى حيث يكون رقيق يشبه الديول نقوم بتقطيعه قطع صغيرة نضعه في الكسكاس ليتبخر ببخار الماء بعد ذلك نقوم بوضعه في الصحن ونقوم بسقيه بمرق اللحم والخضروات.

## طريقة التحضير

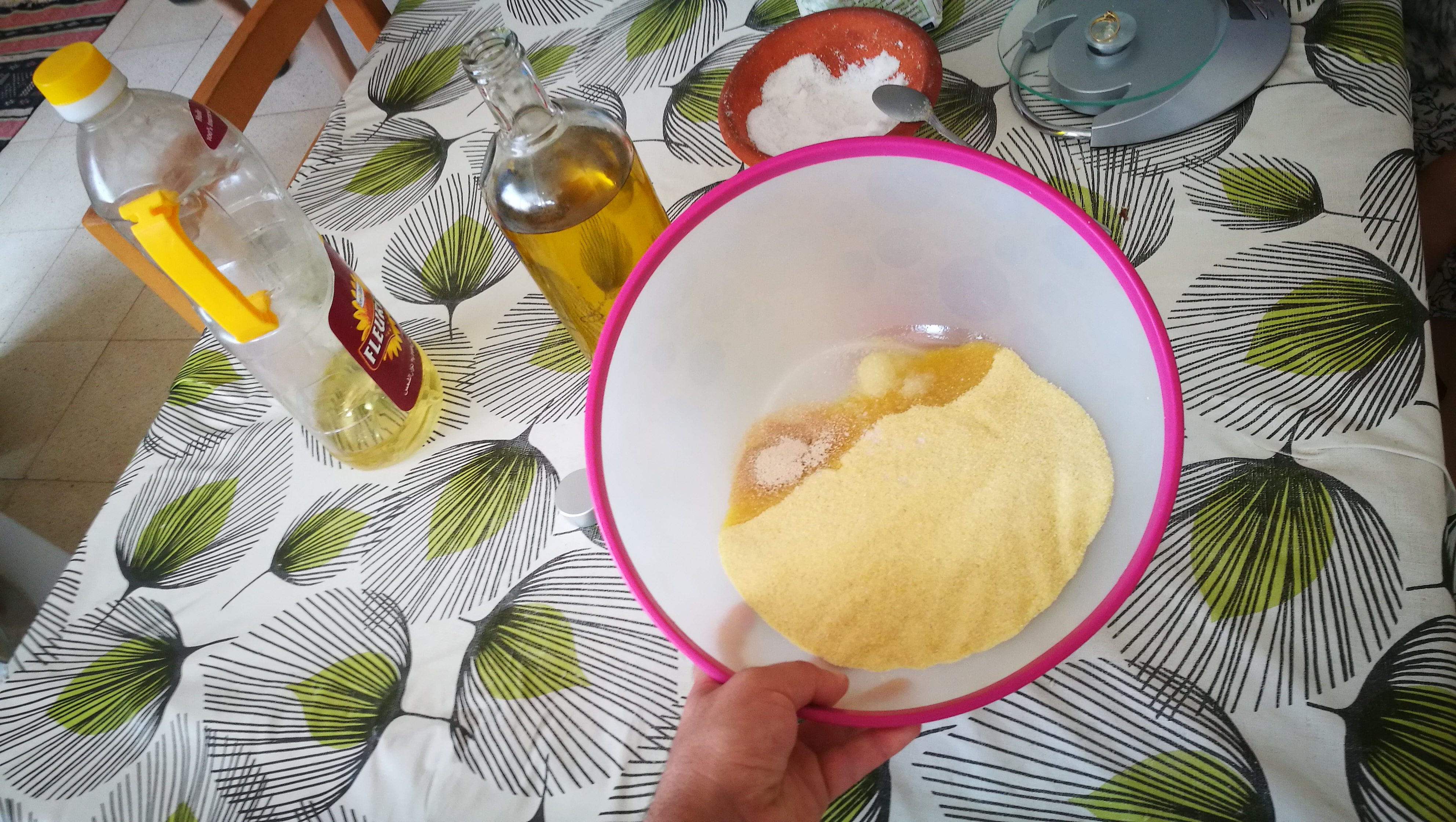
1
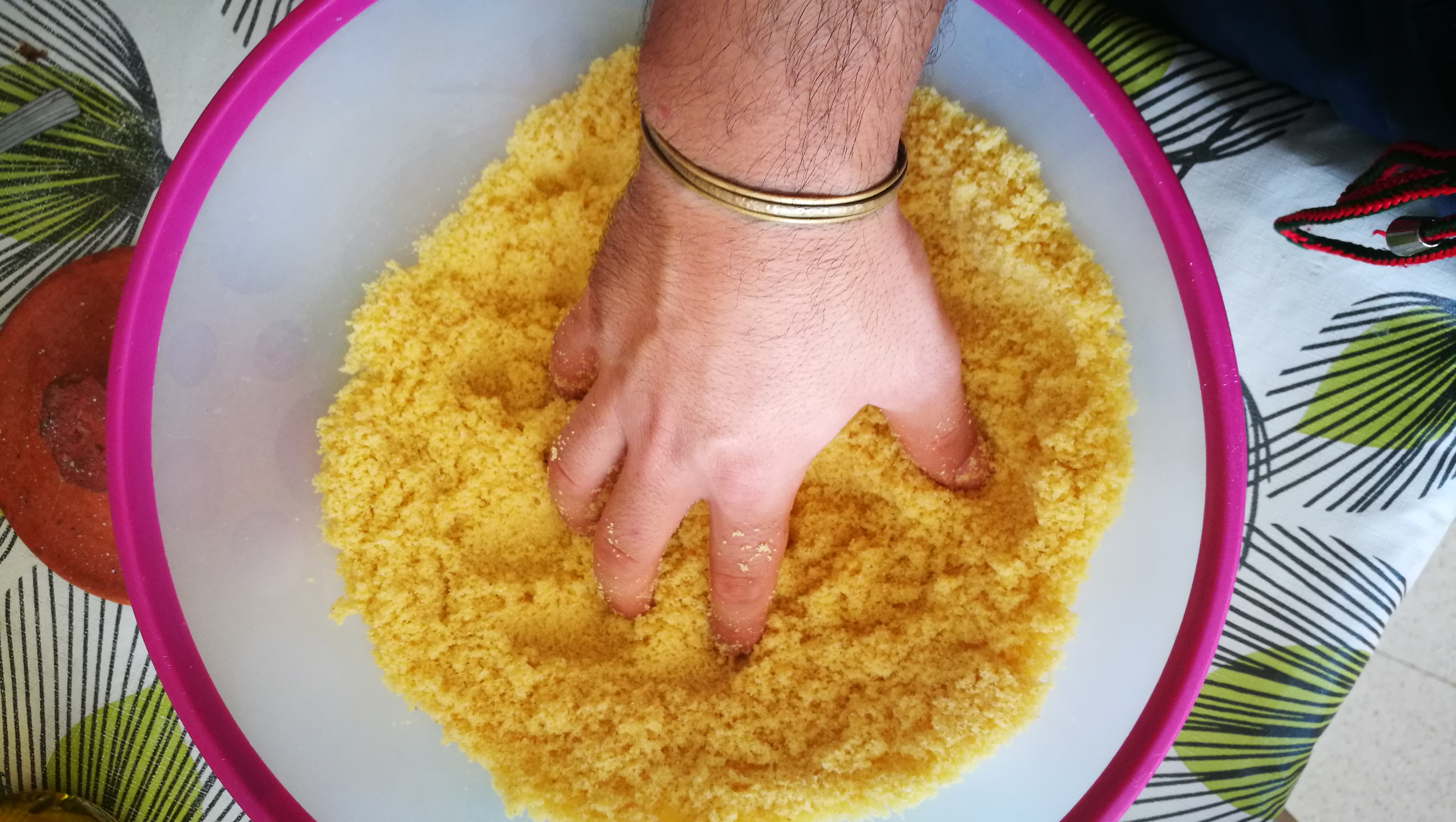
2
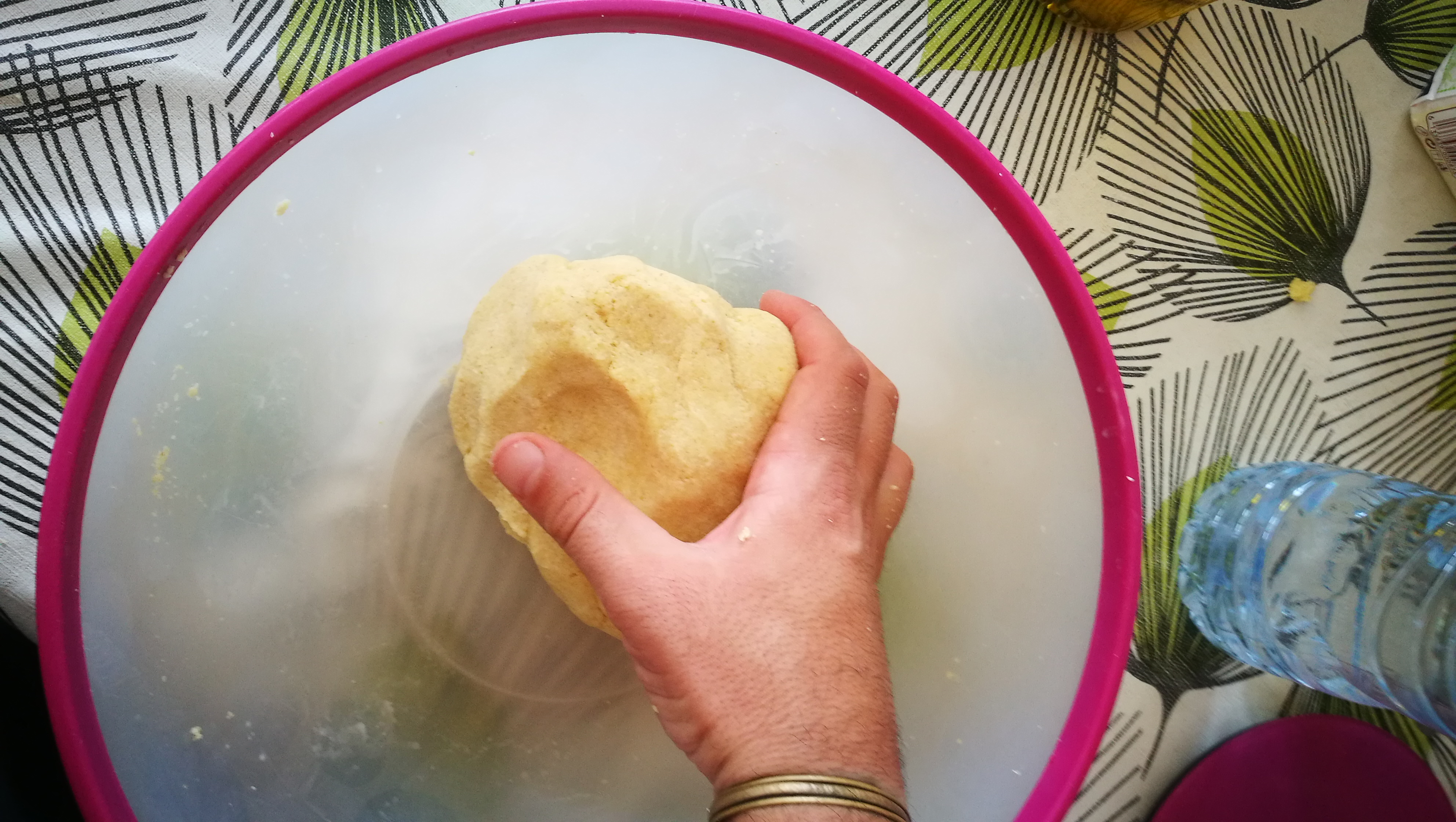
3
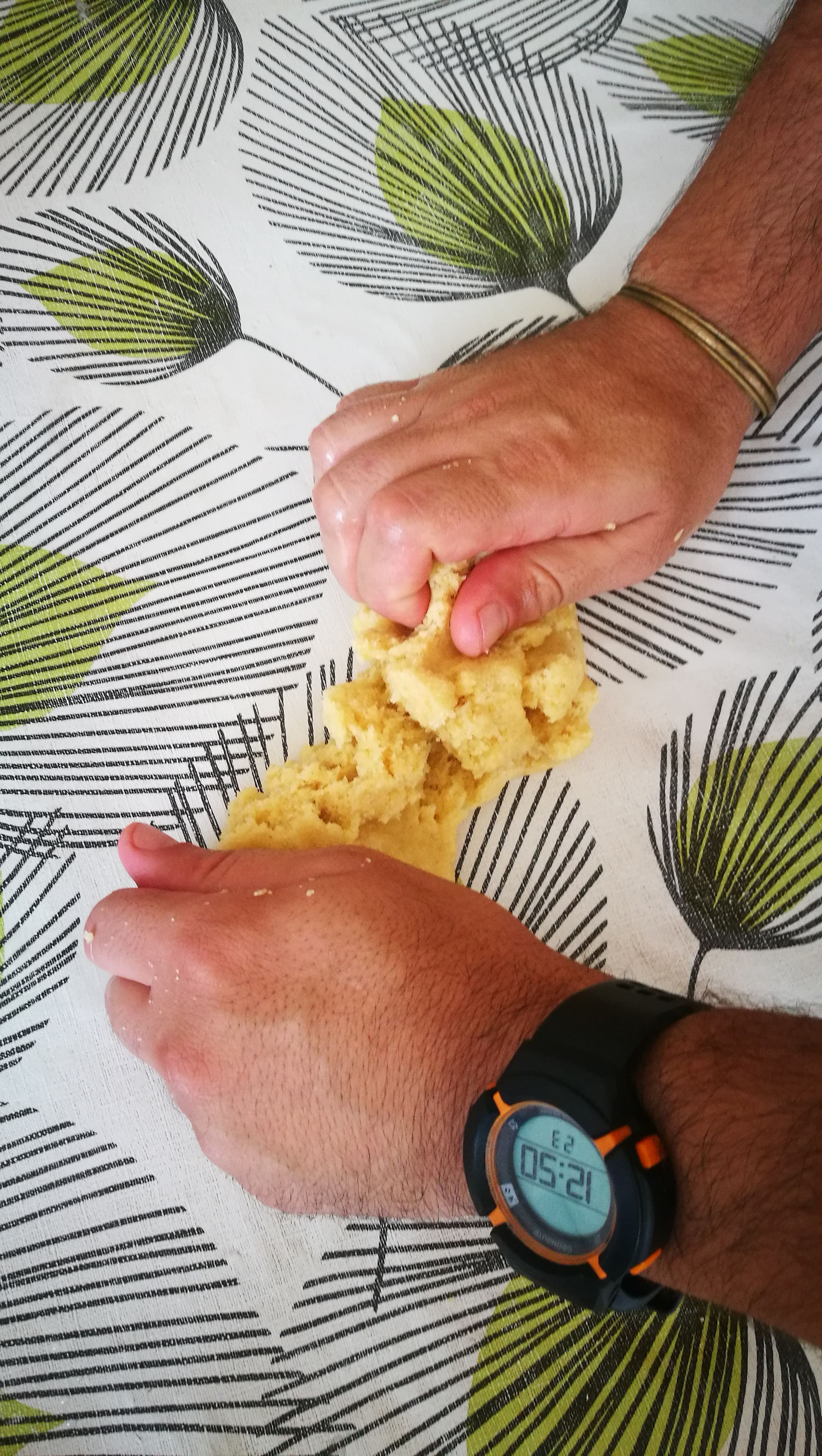
4
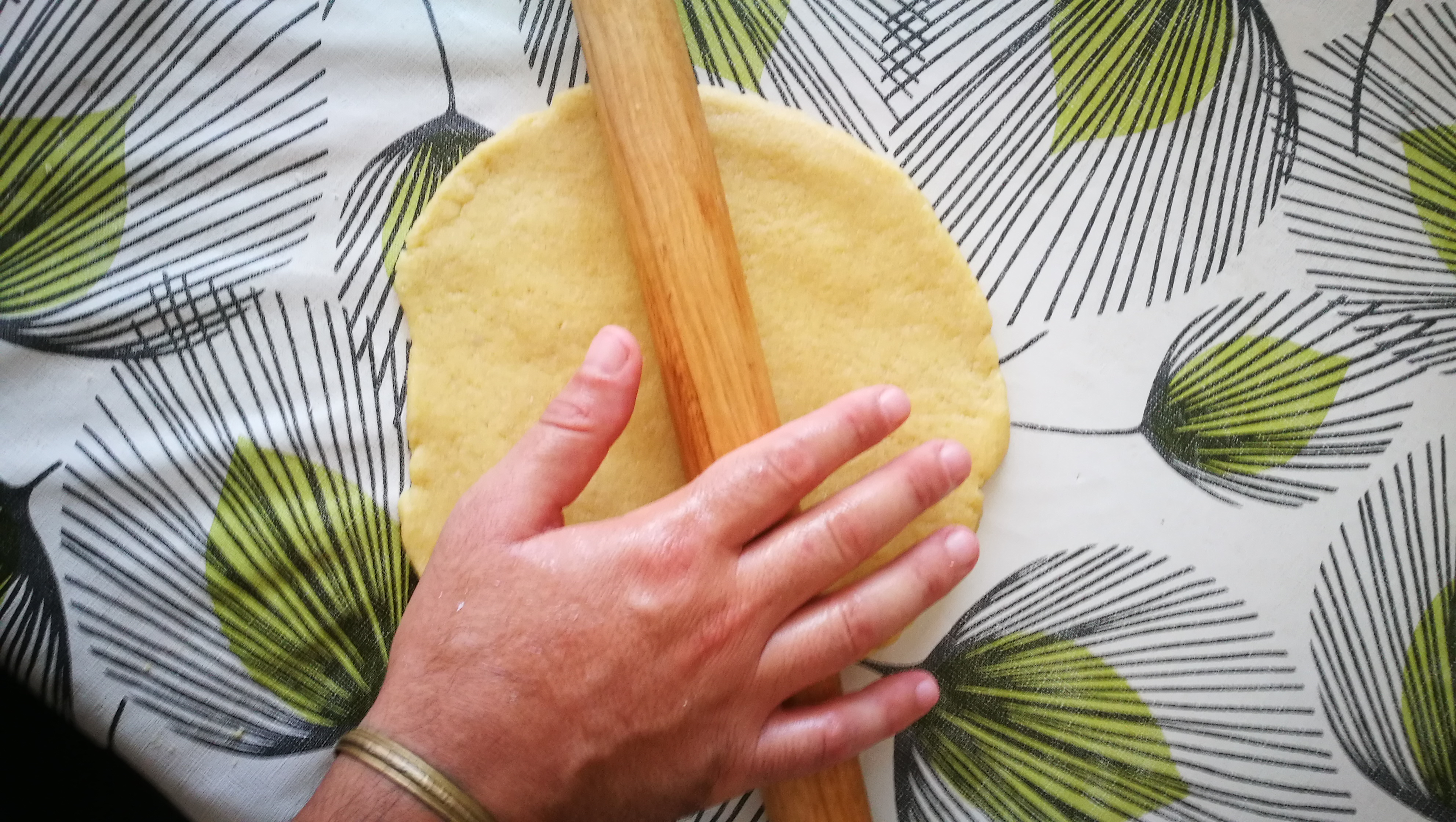
5
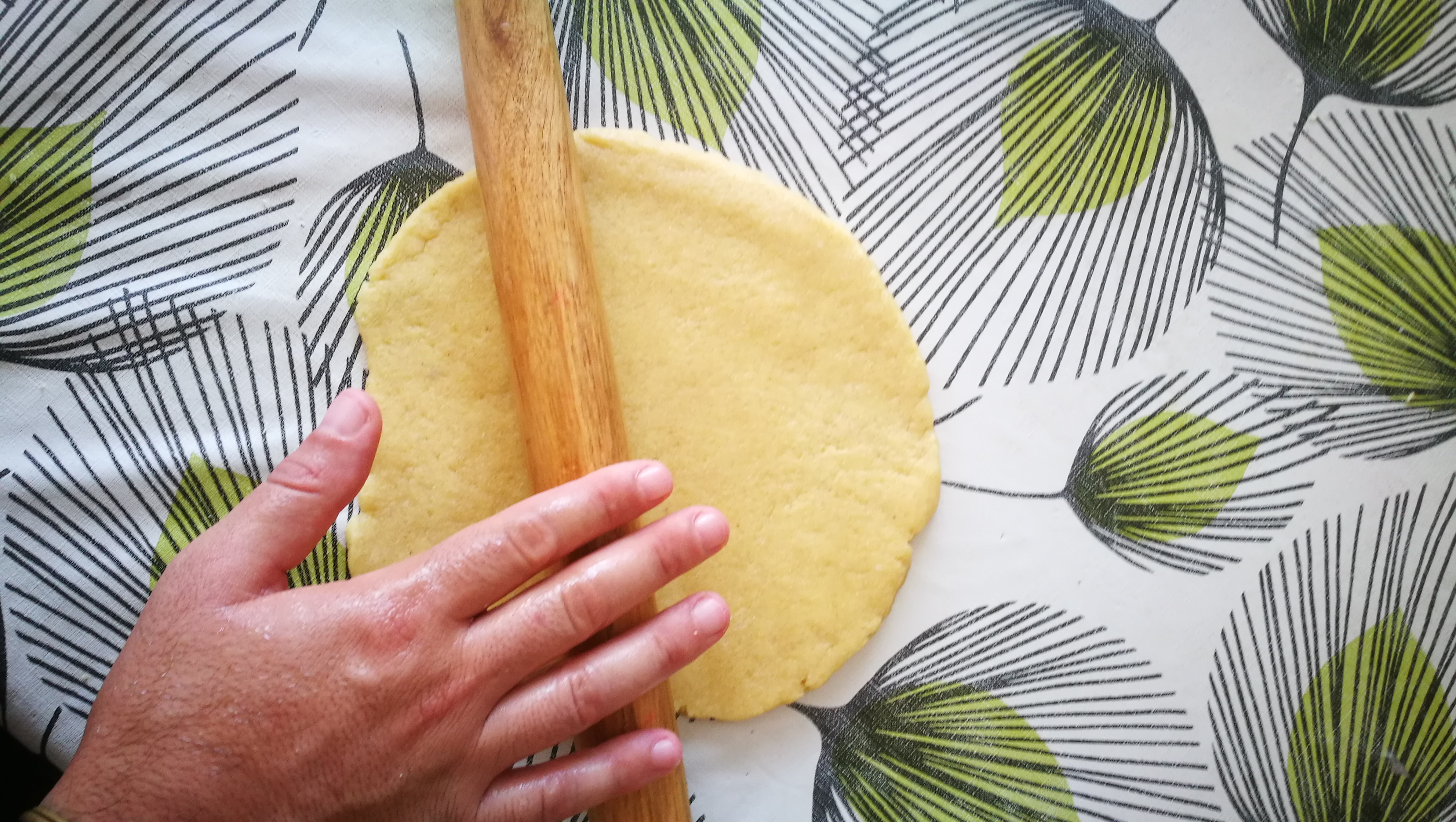
6
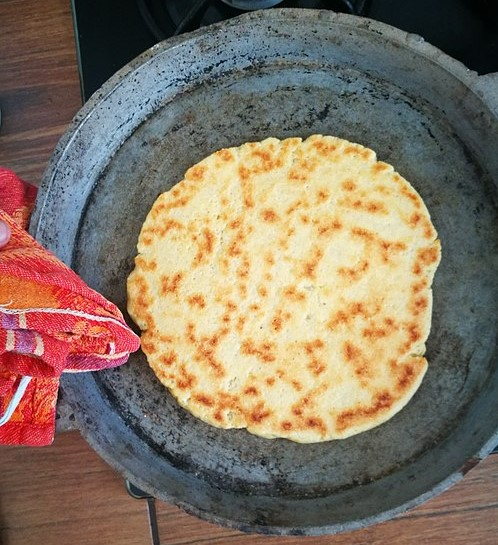
7
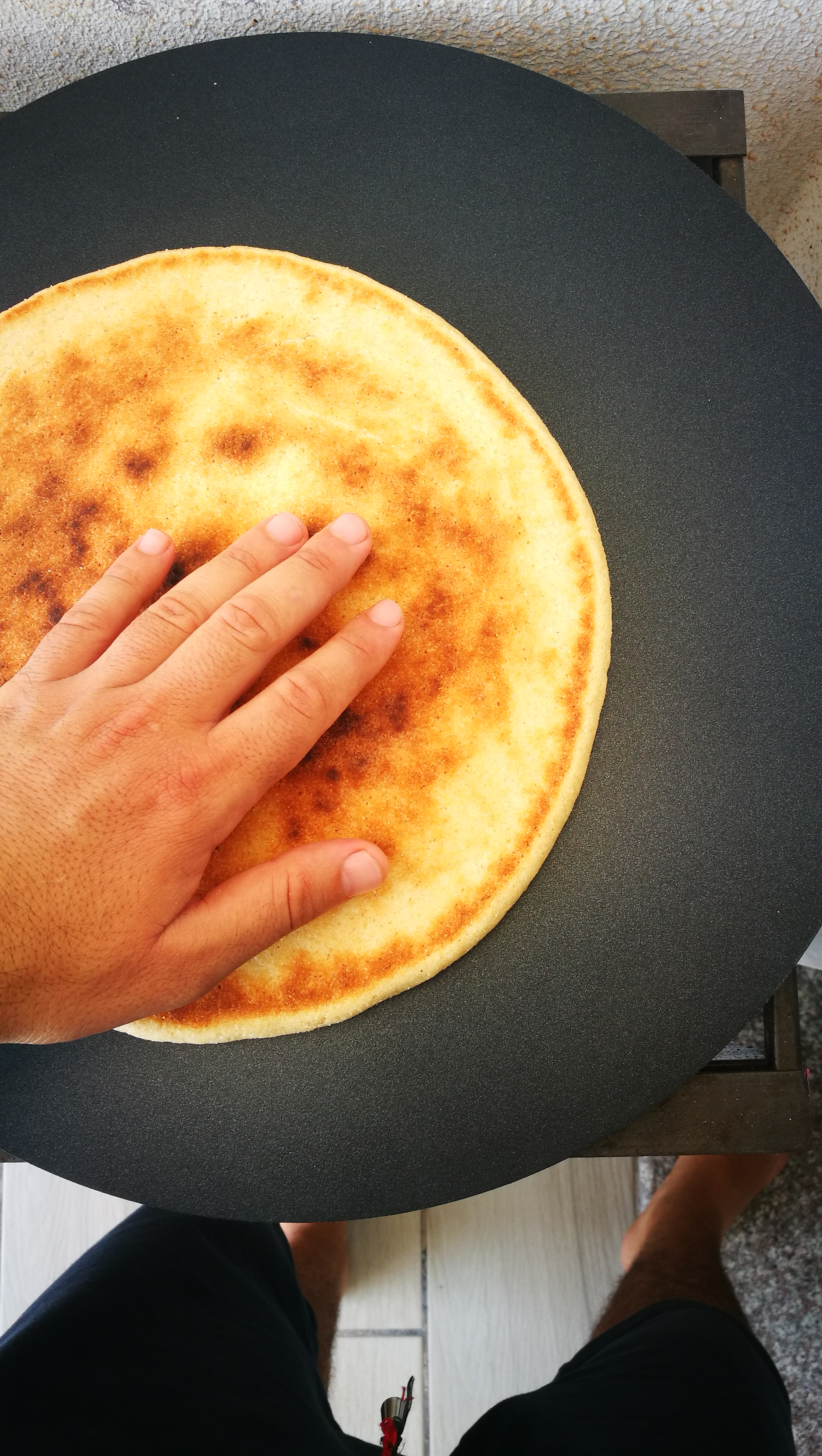
8
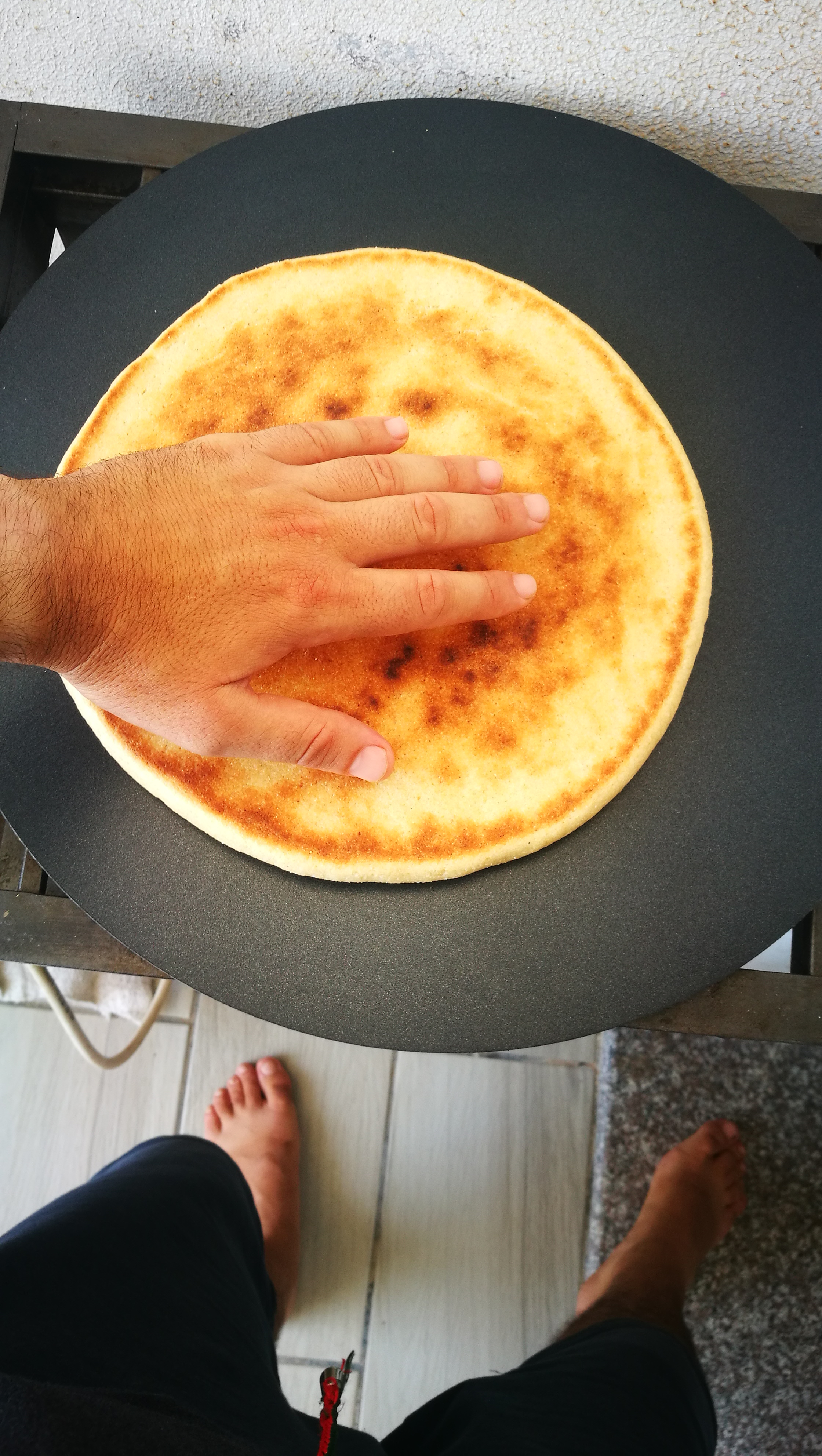
9